# Socfinasia
Socfinasia ist ein Luxemburgisches Unternehmen in der Agrarindustrie. Es wurde 1972 gegründet und erwirtschaftete 2023 einen Umsatz von 179 Mio. € mit knapp 9.686 Mitarbeitenden. Socfinasia besitzt und bewirtschaftet knapp 52.000 Hektar Palmöl und Gummiplantagen in Südostasien.

## Geschichte
Zwei Jahre nach der Gründung im Jahr 1972 (Abspaltung von Socfinaf) wurde auch Socfinasia mit demselben Geschäftsmodell in Südostasien an die Luxemburger Börse gebracht. Die Gesellschaft ist großenteils in Kambodscha und Indonesien aktiv.

## Eigentümerstruktur
Per Ende 2023 ist Haupteigentümer der Gesellschaft das Unternehmen Socfin mit Sitz in Luxemburg, welches knapp 58 % der Anteile hält. Zweitgrößter Aktionär ist Vincent Bolloré über verschiedene Gesellschaften mit einem Anteil von knapp 22 %.